# Эмануэль, Рам
Рам И́зраэль Эма́нуэль (англ. Rahm Israel Emanuel, род. 29 ноября 1959, Чикаго, Иллинойс) — американский политический и государственный деятель, мэр Чикаго (2011—2019). Посол США в Японии.

## Биография
Родился в 1959 году в Чикаго. Еврей. Дед Эмануэля эмигрировал в 1917 году из Бессарабии. Отец Беньямин Эмануэль — иммигрант из Израиля, детский врач, бывший член подпольной организации Иргун, действовавшей в Палестине. Мать, Марта Смулевич, родилась и выросла в Чикаго в семье профсоюзного лидера, работает в организации, занимающейся защитой гражданских прав.
Рам окончил Колледж Сары Лоуренс и Северо-Западный университет штата Иллинойс, где получил степень магистра в области ораторского искусства и коммуникации.
Имеет двойное (израильское и американское) гражданство. Проходил добровольную военную службу в Армии обороны Израиля в 1991 году во время Войны в Заливе.
В 1994 году женился на Эми Рул, жена перед браком прошла процедуру гиюра. Имеет двух сыновей и дочь. По заявлению самого Эмануэля, исповедует иудаизм. Дети воспитываются в рамках еврейской религии.

## Политика
Политическая карьера Рама началась с кампании в защиту прав потребителей в Иллинойсе.
- Выиграл все локальные избирательные кампании, в которых участвовал.
- Один из основных политических советников Билла Клинтона в 1993—1998 годах
- Один из организаторов церемонии рукопожатия Ицхака Рабина с Ясиром Арафатом
- Один из «закулисных участников» «Соглашений в Уай-Ривер» (1998)
- Член Палаты представителей Конгресса США от штата Иллинойса с 2002 года. На выборах 2006 года получил 78 % голосов избирателей, в 2008 — 74 %.
- Избранный в ноябре 2008 года президентом США Барак Обама назначил Рама Эмануэля главой своей администрации[9].

С 1 октября 2010 года покинул администрацию Обамы и вернулся в Чикаго с целью баллотироваться на пост мэра Чикаго. Отмечали, что его интерес к должности мэра Чикаго, который он проявлял и раньше, ещё больше усилился после заявлений тогдашнего мэра города Ричарда Дэйли о нежелании переизбираться на новый срок.
22 февраля 2011 года избран мэром Чикаго, набрав в первом туре около 55 % голосов. 51-летний Рам Эмануэль стал первым мэром Чикаго — евреем.
8 апреля 2015 года, переизбран на второй срок, набрав 56 % голосов. В октябре 2017 года Эмануэль Рам объявил о своих планах выдвигаться на третий срок, но 4 сентября 2018 года изменил своё решение, отказавшись баллотироваться. В мае 2019 года Рам покинул пост мэра.
В декабре 2021 назначен послом США в Японии.